# Почивалин, Валерий Эдуардович
Вале́рий Эдуа́рдович Почива́лин (род. 11 апреля 1992, Павловск, Воронежская область) — российский футболист, защитник владивостокского «Динамо».

## Карьера
В 2010 году подписал контракт с клубом «Крылья Советов», где выступал в молодёжном первенстве. В 2012—2015 годах на правах аренды защищал цвета рязанской «Звезды», пензенского «Зенита» и клуба «Сызрань-2003». Летом 2015 года перешёл в «Нефтехимик». В июле 2016 года пополнил ряды «Балтики». В июне 2018 года подписал контракт с «Сочи», в составе которого стал серебряным призёром Первого дивизиона. В августе 2019 года перешёл в «Химки». 8 марта 2020 года провёл единственный матч за павлодарский «Иртыш» в чемпионате Казахстана против «Кайсара» (0:1). В сезоне 2020/21 защищал цвета «Факела». Летом 2021 года пополнил ряды «Томи». В июле 2022 года подписал контракт с «Велесом». В июле 2023 года перешёл в КАМАЗ. В июне 2025 года пополнил ряды владивостокского «Динамо».

## Достижения
- Серебряный призёр Первого дивизиона: 2018/19
- Победитель зоны «Урал-Поволжье» Второго дивизиона: 2015/16
- Бронзовый призёр зоны «Урал-Поволжье» Второго дивизиона: 2014/15